# Saint-Germain-Langot
Saint-Germain-Langot – miejscowość i gmina we Francji, w regionie Normandia, w departamencie Calvados.
Według danych na rok 1990 gminę zamieszkiwało 246 osób, a gęstość zaludnienia wynosiła 24 osoby/km² (wśród 1815 gmin Dolnej Normandii Saint-Germain-Langot plasuje się na 645. miejscu pod względem liczby ludności, natomiast pod względem powierzchni na miejscu 489.).